# Maximilien Decroux
Pour les articles homonymes, voir Decroux.
Maximilien Decroux (né à Paris le 26 mai 1930 et mort le 30 septembre 2012) est acteur, mime et chorégraphe français.

## Biographie
Il a étudié de 1945 à 1947 le théâtre chez Charles Dullin, la danse classique et moderne. Élève, interprète et assistant d'Étienne Decroux son père, Maximilien travaille avec lui jusqu'en 1955.
En 1960, il ouvre sa propre école de geste et forme sa compagnie de mime. Fidèle à la sensibilité du théâtre épuré de son père, il développe les rapports gestes-sons-images qui donnent à ses créations une valeur novatrice dans le théâtre contemporain.
Dans l'éventail de ses productions, il crée notamment des mimographies pour le scénographe Jacques Polieri, le sculpteur Nicolas Schöffer, le metteur en scène Jean-Christophe Averty. Il collabore avec des compositeurs tels que Iannis Xenakis ou Pierre Henry.
Maximilien Decroux a également enseigné au Conservatoire national supérieur d'art dramatique de Paris de 1969 à 1976, à l'École nationale supérieure d'architecture de 1970 à 1977, à la Cité internationale universitaire de 1969 à 1976, à l'École internationale de mimodrame de Paris Marcel Marceau de 1978 à 1988. Il a donné des master-classes dans divers ateliers internationaux comme la fête des nations à Chicago en 1984 ou la célébration française en Louisiane en 1984.

## Filmographie
- 1963 : Les Doubles faces de Jean Desvilles
- 1968 : Les Gauloises bleues de Michel Cournot
- 1974 : Comme un oiseau blessé de Claude Montrond
- 1987 : Miss Mona de Mehdi Charef